# Kaulos
Kaulos, auch Kaylos war ein griechischer Töpfer, tätig in der Mitte des 6. Jahrhunderts v. Chr. in Athen.
Er ist nur bekannt durch die Signatur einer Bandschale aus Satyrion (südlich von Tarent) im Taranto, Museo Nazionale Nr. 6221, die auch vom Maler Sakonides signiert ist. Er gehört zu den Kleinmeistern.